# Partito Repubblicano Italiano
Die Partito Repubblicano Italiano (PRI, Republikanische Partei Italiens) ist eine liberale Partei in Italien.

## Von der Gründung bis 1945
Die Gründung erfolgte im Jahr 1895 in Bologna. Ihre Gründer beriefen sich auf das Gedankengut der Republikaner Giuseppe Mazzini, Carlo Cattaneo und Aurelio Saffi. Die PRI galt damals als extrem links, weil sie die Monarchie ablehnte. Erster Sekretär der Partei war Giuseppe Gaudenzi. Bei den Wahlen von 1897 bis 1909, bei denen Zensuswahlrecht galt, d. h. nur eine kleine Schicht großbürgerlicher Männer wählen durfte, erhielt die PRI um die 5 % der Stimmen und zwischen 24 und 29 der insgesamt 508 Parlamentssitze.
Während des Ersten Weltkriegs war sie von 1915 bis 1917 erstmals in der Regierung der nationalen Einheit vertreten. In der Zwischenkriegszeit verlor die Partei durch die Einführung des allgemeinen Männerwahlrechts und das Aufkommen sozialistischer, katholischer und faschistischer Parteien an Bedeutung. Sie fiel auf 1–2 % der Stimmen und 4–7 Sitze zurück. Sie wurde unter Benito Mussolini verboten. Nach dem Ende des Zweiten Weltkriegs wurde sie wiedergegründet.

## Erste Republik
Bei der Wahl der Verfassunggebenden Versammlung 1946 erhielt sie über eine Million Stimmen (4,4 %) und 23 der insgesamt 556 Sitze. Bei dem gleichzeitigen Referendum über die Staatsform sprach sie sich natürlich für die Republik aus. Während der „Ersten Republik“ (1946–94) gab es im italienischen Parlament zwei liberale Parteien: Im Gegensatz zur Partito Liberale Italiano (PLI), die eher wirtschaftsliberale Positionen vertrat, war die PRI eher Mitte-links bzw. sozialliberal einzuordnen.
Die PRI war von 1946 bis 1952 sowie ab 1962 an zahlreichen italienischen Regierungen beteiligt, meist in Mitte-links-Koalitionen unter Führung der Christdemokraten (Centro-sinistra Organico). Wichtige Vertreter der PRI in dieser Zeit waren Carlo Sforza (Außenminister 1947–51, setzte sich für den Beitritt Italiens zur NATO und Montanunion ein), Oronzo Reale (Justizminister 1963–68, 1970–71 und 1974–76, anschließend Verfassungsrichter) sowie Ugo La Malfa (Finanzminister 1962–63 und 1973–74, Vizepremier 1974–76 und 1979). Mitte der 1970er-Jahre hatte die PRI über 100.000 Mitglieder. Bis zu dieser Zeit war die PRI die kleinere der beiden liberalen Parteien. Dann verlor jedoch die PLI erheblich an Zuspruch, während der Wähleranteil der PRI im Verlauf der 1970er und 80er-Jahre unter Führung von Giovanni Spadolini und Ugo La Malfas Sohn Giorgio deutlich zunahm. Zugleich schwenkte die PRI auf einen stärker wirtschaftsliberalen Kurs ein und genoss verstärkte Beziehungen zum Arbeitgeberverband Confindustria.
Ab 1981 war die PRI fester Bestandteil des Fünf-Parteien-Blocks Pentapartito (die anderen vier waren DC, PSI, PSDI, PLI). Mit Giovanni Spadolini stellte sie 1981–1982 sogar den Ministerpräsidenten. Die PRI erhielt ihr bestes Ergebnis bei den Parlamentswahlen 1983, bei denen sie rund 5 % der Stimmen und 39 Sitze im Parlament erhielt.
Als eine der fünf etablierten Regierungsparteien war auch die PRI 1992 vom Korruptionsskandal Tangentopoli betroffen. Ihre Mitglieder- und Wählerzahl sank anschließend rapide. Seither verzeichnet sie regelmäßig einen Stimmenanteil von unter einem Prozent.

## Zweite Republik
Nach der Reform des Wahlrechts war die PRI 1994 zunächst Teil des Mitte-Bündnisses Patto per l’Italia (mit Patto Segni und PPI). Eine Reihe früherer PRI-Politiker (u. a. Jas Gawronski und Denis Verdini) wechselte zu Silvio Berlusconis neuer Mitte-rechts-Partei Forza Italia. Antonio Maccanico und Enzo Bianco gründeten hingegen die kleine sozialliberale Unione Democratica, die später in I Democratici und La Margherita aufging. Der Rumpf der PRI gehörte ab 1996 zum Mitte-links-Bündnis L’Ulivo um Romano Prodi, wandte sich 2001 jedoch der Mitte-rechts-Allianz Casa delle Libertà von Berlusconi zu. Folge dieses Richtungswechsels war die Abspaltung des Movimento Repubblicani Europei (MRE), das Teil des Ulivo blieb. 2011 vereinigten sich die beiden Parteien wieder.
Bei den Europawahlen 1999 haben die Republikaner zusammen mit der PLI eine Verbindung gebildet; bei den Europawahlen 2004 waren sie mit dem rechtsliberalen Vittorio Sgarbi verbündet. Seit den Parlamentswahlen 2013, bei der die Partei auf den Listen der Scelta Civica antrat, ist die PRI nicht mehr im Parlament vertreten. Die Partei besitzt nur noch auf lokaler Ebene einige Mandate.